# Puente restaurante

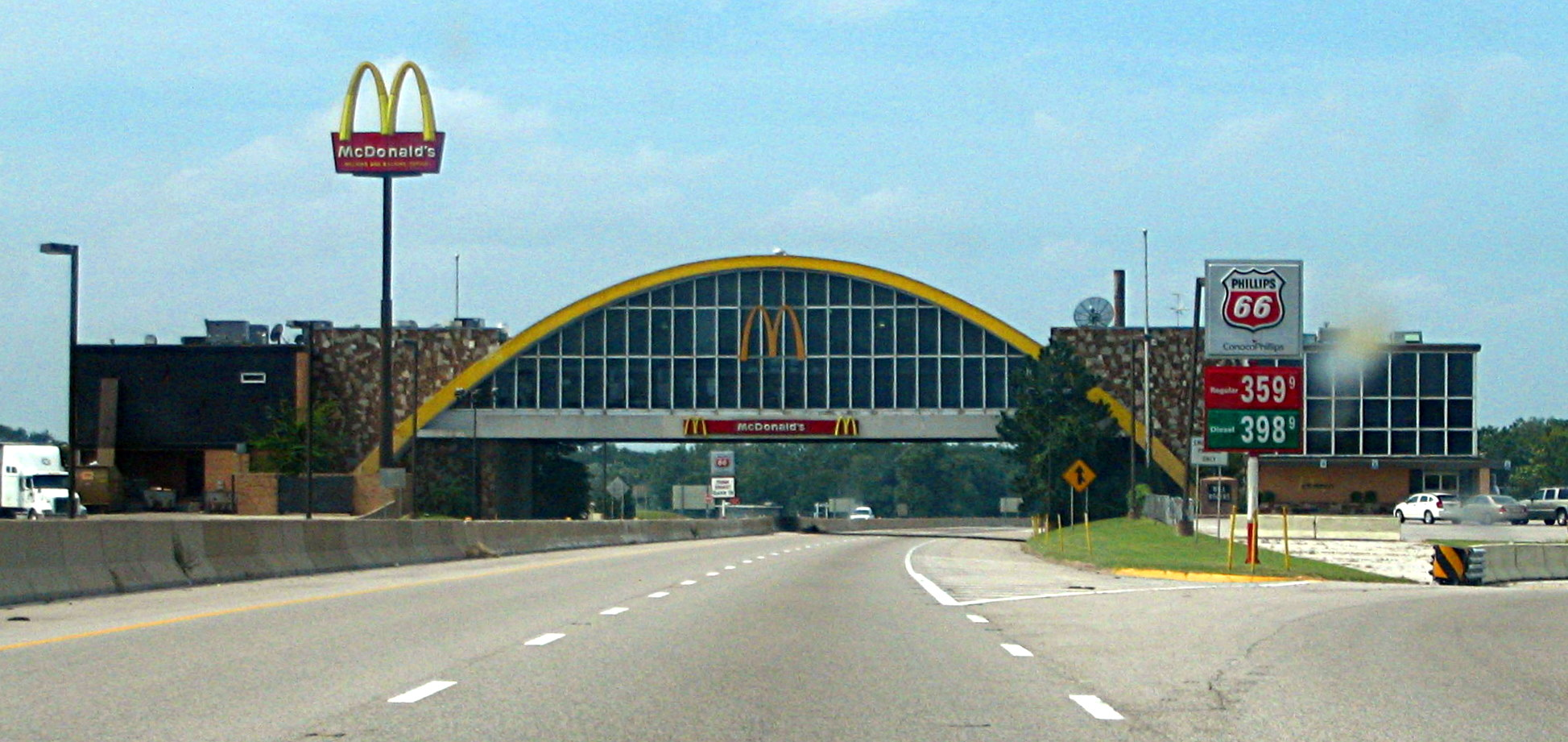
El primer puente restaurante del mundo en Vinita, Oklahoma, EE. UU., construido en 1957.

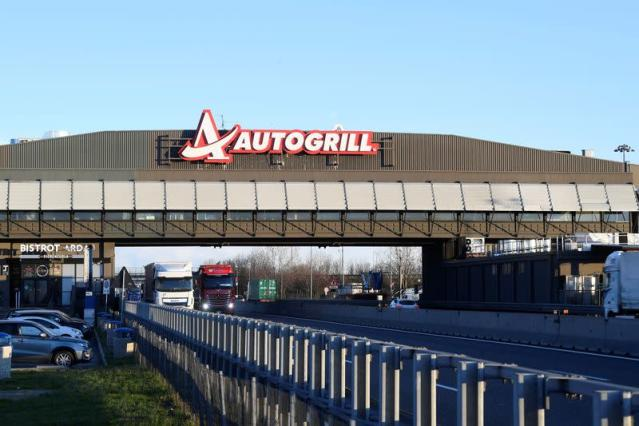
El primer puente restaurante de Europa en Fiorenzuola d'Arda, Italia, construido en 1959.

## Lista de Puentes-restaurantes
| Estado          | Aera de servicio                                                                                           | Vía                             | Inicio     | Coordenadas                                       |  |
| --------------- | --- | ------------------------------- | ---------- | ------------------------------------------------- |  |
| Suecia          | Gävle Bro                                                                                                  | E4                              | 1987       | 60°38′56″N 17°7′8″E / 60.64889, 17.11889          |  |
| Noruega         | Holmestrand                                                                                                | E18                             |            | 59°30′50.7″N 10°12′10″E / 59.514083, 10.20278     |  |
| Suecia          | Nyköpingsbro                                                                                               | E4                              | 1986       | 58°44′56″N 16°55′14.9″E / 58.74889, 16.920806     |  |
| Reino Unido     | Charnock Richard services                                                                                  | M6                              | 1963       | 53°37′52.2″N 2°41′28″O / 53.631167, -2.69111      |  |
| Reino Unido     | Knutsford services                                                                                         | M6                              | 1963       | 53°18′2″N 2°24′6″O / 53.30056, -2.40167           |  |
| Reino Unido     | Keele services                                                                                             | M6                              | 1963       | 52°59′35″N 2°17′21.9″O / 52.99306, -2.289417      |  |
| Reino Unido     | Leicester forest services                                                                                  | M1                              | 1966       | 52°37′7.4″N 1°12′21.6″O / 52.618722, -1.206000    |  |
| Alemania        | Dammer Berge                                                                                               | A1                              | 1969       | 52°32′24″N 8°6′49″E / 52.54000, 8.11361           |  |
| Alemania        | ICC-Berlin                                                                                                 | Messedamm                       | 02.04.1979 | 52°30′16″N 13°16′46″E / 52.50444, 13.27944        |  |
| Países Bajos    | Oldenzaal                                                                                                  |                                 |            | 52°17′47.4″N 6°55′25.2″E / 52.296500, 6.923667    |  |
| Países Bajos    | Den Ruygen Hoek                                                                                            | A4                              | 18.12.1980 | 52°15′36″N 4°41′17″E / 52.26000, 4.68806          |  |
| Reino Unido     | Medway services                                                                                            | M2                              | 01.11.1963 | 51°20′26.3″N 0°36′26.4″E / 51.340639, 0.607333    |  |
| Bélgica         | Gierle | E34                             |            | 51°17′30.8″N 4°52′19.2″E / 51.291889, 4.872000    |  |
| Bélgica         | Silly | A8                              |            | 50°41′1.4″N 3°53′51.4″E / 50.683722, 3.897611     |  |
| Bélgica         | Barchon | A3                              |            | 50°39′13.9″N 5°42′38″E / 50.653861, 5.71056       |  |
| Bélgica         | Orival | A7                              | 2001       | 50°36′53.6″N 4°18′1.3″E / 50.614889, 4.300361     |  |
| Bélgica         | Verlaine                                                                                                   | A15                             |            | 50°35′34.6″N 5°18′13.3″E / 50.592944, 5.303694    |  |
| Alemania        | Frankenwald                                                                                                | A9                              | 1967       | 50°24′19″N 11°46′25″E / 50.40528, 11.77361        |  |
| Bélgica         | Wanlin | A4                              | 1995       | 50°8′34.8″N 5°4′43.2″E / 50.143000, 5.078667      |  |
| Bélgica         | Arlon | A4                              |            | 49°38′35.6″N 5°49′41.8″E / 49.643222, 5.828278    |  |
| Alemania        | Haus der Deutschen Weinstraße                                                                              | Deutsche Weinstraße             | 1995       | 49°36′33″N 8°10′53″E / 49.60917, 8.18139          |  |
| Francia         | Verdun Saint Nicolas (Haudiomont)                                                                          | A4                              |            | 49°7′9.2″N 5°30′34.3″E / 49.119222, 5.509528      |  |
| Francia         | Nemours | A6                              |            | 48°15′45.6″N 2°43′19.2″E / 48.262667, 2.722000    |  |
| Francia         | Orleans-Saran                                                                                              | A10                             | 1975       | 47°58′36″N 1°51′32.4″E / 47.97667, 1.859000       |  |
| Austria         | Auracher Löchl                                                                                             | Römerhofgasse, Kufstein         |            | 47°34′56″N 12°10′5.8″E / 47.58222, 12.168278      |  |
| Suiza           | Pratteln                                                                                                   | A3                              | 26.10.1978 | 47°31′39″N 7°42′3″E / 47.52750, 7.70083           |  |
| Suiza           | Würenlos                                                                                                   | A1                              | 13.05.1972 | 47°26′17.5″N 8°20′51″E / 47.438194, 8.34750       |  |
| Suiza           | Knonauer Amt                                                                                               | A4                              | 11.13.2009 | 47°16′18.5″N 8°26′16.5″E / 47.271806, 8.437917    |  |
| Francia         | Beaune-Merceuil                                                                                            | A6                              | 29.10.1970 | 46°57′40″N 4°50′11.2″E / 46.96111, 4.836444       |  |
| Francia         | Saint Albain                                                                                               | A6                              | 24.07.1971 | 46°25′10″N 4°51′55.2″E / 46.41944, 4.865333       |  |
| Italia          | Brembo - Osio                                                                                              | A4                              | 1962       | 45°37′54″N 9°35′55.4″E / 45.63167, 9.598722       |  |
| Italia          | Sebino - Erbusco                                                                                           | A4                              | 1962       | 45°35′37.3″N 9°57′53.8″E / 45.593694, 9.964944    |  |
| Italia          | Novara | A4                              | 1962       | 45°28′5.9″N 8°39′24″E / 45.468306, 8.65667        |  |
| Italia          | Limena | A4                              | 02.04.1967 | 45°26′54″N 11°50′41″E / 45.44833, 11.84472        |  |
| Italia          | Scaligera - Soave                                                                                          | A4                              | 1969       | 45°24′38.4″N 11°13′57.8″E / 45.410667, 11.232722  |  |
| Italia          | Dorno | A7                              | 11.05.1964 | 45°8′52.8″N 8°59′29.4″E / 45.148000, 8.991500     |  |
| Italia          | Fiorenzuola d'Arda                                                                                         | A1                              | 29.12.1959 | 44°57′44.4″N 9°54′18.4″E / 44.962333, 9.905111    |  |
| Italia          | Cantagallo (Prato)                                                                                         | A1                              | 29.04.1961 | 44°27′21.6″N 11°16′48″E / 44.456000, 11.28000     |  |
| Italia          | Serravalle Pistoiese                                                                                       | A11                             | 1962       | 43°53′28.1″N 10°49′31.2″E / 43.891139, 10.825333  |  |
| Italia          | Chianti - Ripoli                                                                                           | A1                              | 1962       | 43°43′45.2″N 11°19′59.9″E / 43.729222, 11.333306  |  |
| Francia         | Lançon-Provence                                                                                            | A7                              |            | 43°35′21.6″N 5°11′25.2″E / 43.589333, 5.190333    |  |
| España          | Arrigorriaga                                                                                               | AP-68                           |            | 43°11′26″N 2°53′47″O / 43.19056, -2.89639         |  |
| Italia          | Montepulciano                                                                                              | A1                              | 1967       | 43°8′9″N 11°51′51.5″E / 43.13583, 11.864306       |  |
| España          | La Junquera                                                                                                | E15                             |            | 42°24′22.6″N 2°52′21.2″E / 42.406278, 2.872556    |  |
| España          | Puerta Cerdaña                                                                                             | E9                              |            | 42°20′44.5″N 1°49′58.3″E / 42.345694, 1.832861    |  |
| Estados Unidos  | Lake Forest Oasis                                                                                          | Interstate 94                   | 1959       | 42°15′10.6″N 87°54′4.8″O / 42.252944, -87.901333  |  |
| Estados Unidos  | Belvidere Oasis                                                                                            | Interstate 90                   | 1959       | 42°14′0.3″N 88°50′4.4″O / 42.233417, -88.834556   |  |
| Italia          | Feronia | A1                              | 1964       | 42°8′6.1″N 12°36′7″E / 42.135028, 12.60194        |  |
| Estados Unidos  | Des Plaines Oasis                                                                                          | Interstate 90                   | 1959       | 42°0′52.9″N 87°55′35.3″O / 42.014694, -87.926472  |  |
| Estados Unidos  | O'Hare Oasis                                                                                               | Interstate 294                  | 1959       | 41°57′2″N 87°52′56.9″O / 41.95056, -87.882472     |  |
| Italia          | Frascati (enlace roto disponible en Internet Archive; véase el historial, la primera versión y la última). | E821                            | 1963       | 41°49′54.7″N 12°39′23.5″E / 41.831861, 12.656528  |  |
| Estados Unidos  | Hinsdale Oasis                                                                                             | Interstate 294                  | 1959       | 41°47′0.6″N 87°54′28.3″O / 41.783500, -87.907861  |  |
| Estados Unidos  | Abraham Lincoln Oasis                                                                                      | Interstate 80                   | 1967       | 41°34′43.3″N 87°35′56.6″O / 41.578694, -87.599056 |  |
| España          | Lérida | E90                             |            | 41°32′33.6″N 0°38′15.8″E / 41.542667, 0.637722    |  |
| España          | Panadés | E90                             |            | 41°17′19.3″N 1°35′32.2″E / 41.288694, 1.592278    |  |
| Italia          | Alfaterna                                                                                                  | A3                              | 1971       | 40°43′58.1″N 14°40′44.4″E / 40.732806, 14.679000  |  |
| España          | La Plana                                                                                                   | E15                             |            | 39°51′52″N 0°7′21″O / 39.86444, -0.12250          |  |
| Corea del Norte | Sohung (Hungsu-ri)                                                                                         | AH 1 (Pjongjang - DMZ (-Seoul)) |            | 38°28′4.1″N 126°4′3.1″E / 38.467806, 126.067528   |  |
| Grecia          | Sirios - Malakasa                                                                                          | A1                              |            | 38°15′21.6″N 23°45′0″E / 38.256000, 23.75000      |  |
| Estados Unidos  | Vinita, Oklahoma                                                                                           | Will Rogers Turnpike            | 1957       | 36°37′23.9″N 95°8′52.9″O / 36.623306, -95.148028  |  |
| Malasia         | Sungai Buloh                                                                                               | E1 (AH 2)                       |            | 3°11′19.3″N 101°35′10.7″E / 3.188694, 101.586306  |  |
| Malasia         | Subang Jaya                                                                                                | E6                              |            | 3°1′32.3″N 101°34′32.2″E / 3.025639, 101.575611   |  |
| Malasia         | Ayer Keroh                                                                                                 | E2 (AH 2)                       |            | 2°23′54.5″N 102°13′15.7″E / 2.398472, 102.221028  |  |
| Sudáfrica       | Petroport                                                                                                  | N1                              |            | 25°36′59.8″S 28°16′41.8″E / -25.616611, 28.278278 |  |
| Sudáfrica       | Midrand | N1                              |            | 25°58′49.4″S 28°7′34.6″E / -25.980389, 28.126278  |  |
| Chile           | Peñaflor-Talagante                                                                                         | AP-78                           | 1998       | 33°38′3.4″S 70°52′8.3″O / -33.634278, -70.868972  |  |